# انتخابات فرمانداری استان شیزوئوکا ۲۰۲۴
انتخابات فرمانداری استان شیزوئوکا ۲۰۲۴ (انگلیسی: 2024 Shizuoka Prefecture gubernatorial election)، انتخاباتی برای انتخاب فرماندار استان شیزوئوکا در ژاپن بود که در ۲۶ مه ۲۰۲۴ برگزار شد.

## پس زمینه
فرماندار مستقر هه‌ایتا کاواکاتسو در دوران فرمانداری خود چندین گاف زد. در سال ۲۰۲۱، مجمع استانی شیزوئوکا به او توصیه کرد که از سمت خود استعفا دهد، زیرا او گفت که شهر گوتنبا، شیزوئوکا «فقط کوشی هیکاری (نوعی برنج)» را به عنوان تخصص محلی خود به دلیل رسوایی صندوق فاسد احزاب سیاسی ژاپن ۲۰۲۴–۲۰۲۳ دارد. در مارس ۲۰۲۴، او به‌طور عمومی مناطق در استان را بر اساس میزان «فرهنگی» آنها رتبه‌بندی کرد. او بعداً از پس گرفتن این بیانیه امتناع کرد و ادعا کرد که از نظر تاریخی درست است.
در طی یک سخنرانی برای کارمندان دولتی تازه استخدام شده در ۱ آوریل ۲۰۲۴، او اظهارات تحقیرآمیزی کرد و کارمندان دولت استانی را با «کسانی که سبزیجات می‌فروشند، از گاوها مراقبت می‌کنند یا چیزهایی خلق می‌کنند» مقایسه کرد. هیاهوی ناشی از آن باعث شد که او در ۲ آوریل پس از مجمع استانی ژوئن استعفای خود را اعلام کند. با این حال، او در ۳ آوریل تصریح کرد که به دلیل مخالفت با مسیر ماگلو چو شینکانسن و نه به دلیل اظهاراتش که پس نگرفت، استعفا می‌دهد، اگرچه او عذرخواهی کرد «به خاطر جریحه دار کردن احساسات افرادی که در دوره اولیه کار خود بودند، علیرغم قصد اولیه خود برای استعفا پس از ژوئن، او اعلام کرد که در ۱۰ آوریل پس از چندین شکایت از استان و در میان کارکنان آن استعفا خواهد داد. او دلیل استعفای زودهنگام را عنوان کرد زیرا موفق شد افتتاح ماگلو را به تأخیر بیندازد. او به‌طور رسمی در ۱۰ آوریل استعفای خود را ارائه کرد که در ۱۰ مه لازم الاجرا خواهد شد و باعث برگزاری انتخابات در ۲۶ مه شد.